# Northcliffe
Northcliffe – miasto w Australii, w stanie Australia Zachodnia, w regionie South West, w hrabstwie Manjimup. Według Australijskiego Biura Statystycznego w 2016 roku miejscowość liczyła 300 mieszkańców.

## Demografia
Populację Northcliffe stanowi 35,1% Anglików, 27,6% Australijczyków, 11,8% Szkotów, 7,8% Irlandczyków i 2,2% Niemców.